# Стасюк Віктор Миколайович
Ві́ктор Микола́йович Стасю́к (м. Ланівці, 23 лютого 1967, Тернопільська область — 7 травня 2022, м. Сєвєродонецьк, Луганська область, Україна) — український учитель, військовослужбовець Збройних сил України, учасник російсько-української війни.

## Життєпис
Віктор Стасюк народився 23 лютого 1967 року в місті Ланівцях на Тернопільщині.
Служив у Військах радіаційного, хімічного та біологічного захисту в Угорщині.
Закінчив Тернопільський педагогічний інститут. Працював учителював у школі м. Чорткова. Згодом певний час жив і працював за кордоном.
Служив оператором протитанкового відділення протитанкового взводу 3-го механізованого батальйону 115-ї окремої бригади територіальної оборони. Загинув 7 травня 2022 року внаслідок мінометного обстрілу бойової позиції в м. Сєвєродонецьку на Луганщині.
Похований 21 травня 2022 року в родинному місті.

## Нагороди
За особисту мужність і героїзм, виявлені у захисті державного суверенітету та територіальної цілісності України, вірність військовій присязі під час російсько-української війни, відзначений — нагороджений
- орденом «За мужність» III ступеня (посмертно)[1]